# Karl von Scheffler
Karl August Scheffler, depuis 1861 von Scheffler, (né le 1er avril 1820 à Bromberg et mort le 27 avril 1898 à Altenbourg) est un général d'infanterie prussien.

## Biographie

### Origine
Il est le fils de Johann Karl Gottfried Scheffler (1774-1851) et de son épouse Amalie Christiane, née Kupfender (1790-1853). Son père est enseignant à l'école élémentaire de Bromberg.

### Carrière militaire
Scheffler étudie au lycée de sa ville natale et intègre comme fusilier à l'âge de 17 ans le 19e régiment d'infanterie (de) de l'armée prussienne. Il y est promu le 23 septembre 1838 sous-lieutenant. Du 1er avril 1843 au 31 décembre 1847, il agit comme Adjudant du bataillon de fusiliers, puis travaille comme adjudant régimentaire. À ce titre, Scheffler participe à la répression des troubles près de Xions lors du grand soulèvement polonais en 1848 et reçoit l'Ordre de l'Aigle rouge de 4e classe avec des épées. En tant que premier-lieutenant, il est commandé le 18 avril 1850 à la garnison de la forteresse de Mayence. Il y est promu capitaine le 14 juin 1853 et est affecté comme adjudant de la Kommandantur de Mayence de mi-juin 1853 à mi-octobre 1854. Il est ensuite affecté au poste d'adjudant du gouvernorat de Mayence. le 1er septembre 1856, Scheffler retourne dans son régiment d'origine pour prendre en charge la 1re compagnie à Breslau. Avec sa promotion au grade de major, il devient le 19 mai 1859 commandant du 1er bataillon du 2e régiment de Landwehr à Stettin. Le 8 mai 1860, il fut nommé chef de bataillon du 2e régiment d'infanterie combiné. Peu de temps après, le 42e régiment d'infanterie est formé, dans lequel Scheffler commande le 1er bataillon. Il est ensuite affecté, à partir du 22 juin 1861, au commandement du 1er bataillon de chasseurs à pied à Braunsberg.
Le roi Guillaume Ier élève Scheffler le 11 novembre 1861 dans la noblesse prussienne héréditaire.
Le 25 juin 1864, il devient lieutenant-colonel et le 31 décembre 1864 reçoit la croix de chevalier de l'Ordre de la Maison Royale de Hohenzollern. À l'occasion de la guerre contre l'Autriche, Scheffler reçoit le 14 juin 1866, pour la durée de la relation mobile, le commandement du 6e régiment de grenadiers. Au cours de la bataille de Nachod, il est blessé par balle dans le bras supérieur droit, mais est resté avec ses troupes. Scheffler combat ensuite à Schweinschädel et Sadowa. Après la fin de la guerre, il est nommé le 17 septembre 1866 commandant du régiment. En cette qualité, Scheffler est promu colonel le 20 septembre 1866 et est décoré de l'Ordre de la Couronne de 2e classe avec épées. Le 9 janvier 1868, il est muté à Altenbourg et nommé commandant du 96e régiment d'infanterie. Au début de la guerre contre la France, Scheffler commande la 16e brigade d'infanterie pendant toute la durée de la relation mobile. Il dirige la grande unité dans les batailles de Beaumont, Sedan et au siège de Paris.
Décoré des deux classes de la croix de fer, Scheffler est promu major général le jour de la proclamation de l'Empire allemand (de) et est nommé commandant de brigade le 3 juin 1871. Le 18 mai 1876, Scheffler est transféré à Fribourg-en-Brisgau et est nommé commandant du 29e division d'infanterie. Il reçoit l'Ordre de l'Aigle Rouge de première classe avec feuilles de chêne et épées sur l'anneau le 10 décembre 1881 et est mis à disposition avec la pension légale. Après son départ, il reçoit le 12 décembre 1882, le caractère de General der Infanterie. Guillaume II lui rend hommage le 4 mai 1890 en appelant Scheffler à la suite du 96e régiment d'infanterie.

### Famille
Scheffler se marie le 28 décembre 1846 à Bromberg avec Manon Philippine Roquette (1827-1894). Le mariage donne trois fils - dont l'historien de l'art Johann Ludwig von Scheffler (de) (1852-1925) - et trois filles.